# Moussa Traoré
Moussa Traoré (25. rujna 1936. – 15. rujna 2020.), malijski vojnik i predsjednik.
Rođen je u mjestu Kayes. Obrazovao se u vojnim školama došavši do čina poručnika. Bio je vojni instruktor u Tanzaniji prije neovisnosti te zemlje. Srušio je predsjednika Keitu u vojnom udaru 1968. godine. Zabranjen je svaki oblik političkog života. Doušnici su nadzirali akademike i učitelje, kojima se nije sviđala vojna vlast. Kasnije je osnovao stranku, i dva udruženja za žene i mladež, a članstvo je bilo obvezno. Kad je predsjednik Modibo Keita umro u zatvoru pod sumnjivim okolnostima, njegov sprovod bio je jako posjećen, a vlast je odgovorila agresijom. Traoré je postao diktator. Velika suša 1973. i 1974. razgnjevila je narod. Međunarodnu novčanu pomoć prisvojili su kleptokrati. Moussa Traoré je bio predsjednik Organizacije afričkog jednistva od svibnja 1988. do srpnja 1989. godine. Svrgnuo ga je 1991. trenutni predsjednik.
On i žena dvaput su osuđeni na smrt zbog ekonomskih i političkih zločina, kasnije im je kazna prvo preinačena u doživotni zatvor, a onda ih je predsjednik Konare pomilovao, zbog nacionalnog pomirenja.